# Uniwersytet Chartumski

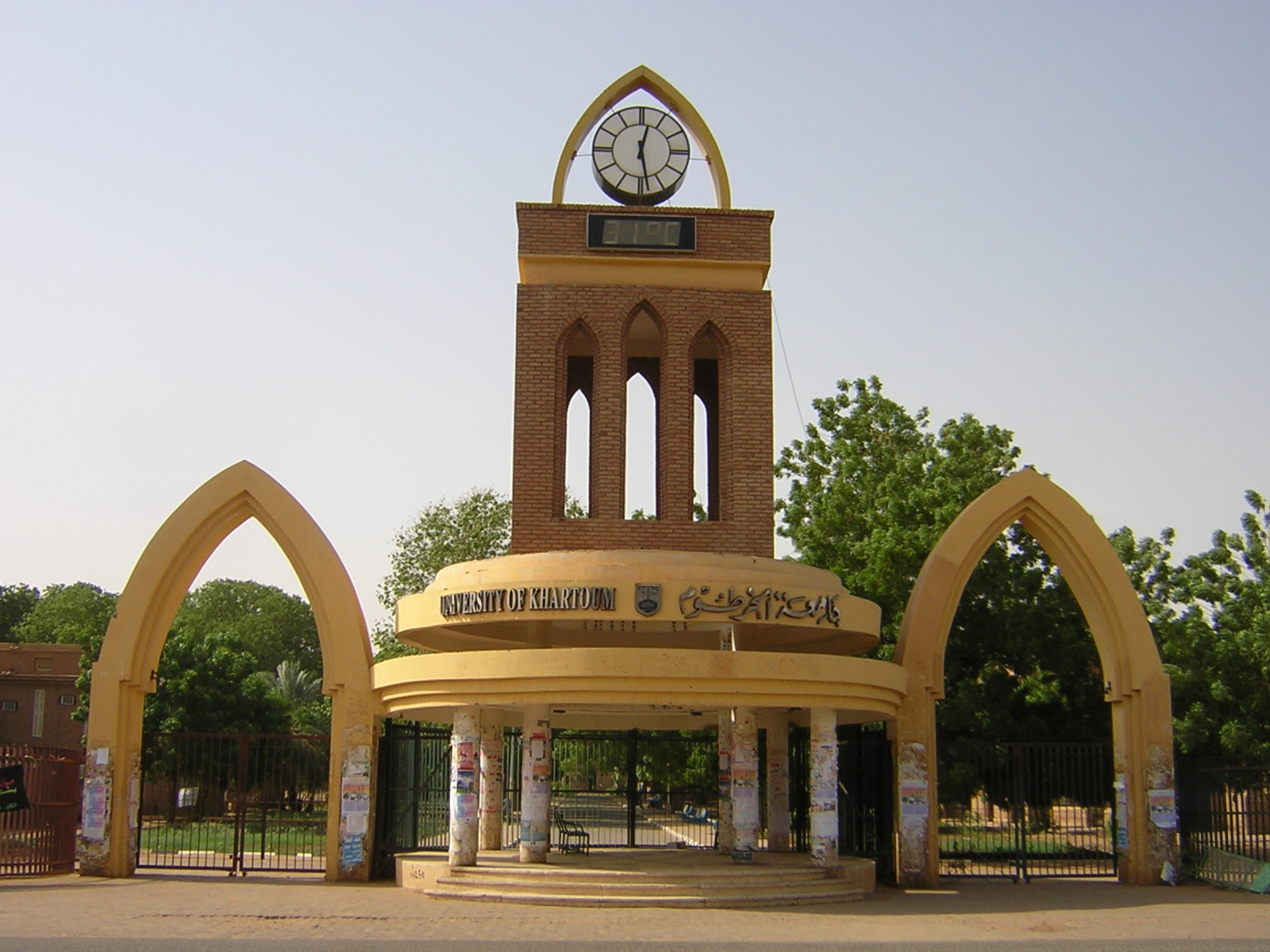
Uniwersytet Chartumski

Uniwersytet Chartumski – największy i najstarszy uniwersytet w Sudanie. Założony w 1902 jako Gordon Memorial College, a w obecnej formie istnieje od momentu uzyskania niepodległości przez Sudan w 1956.